# Johan Ramstedt

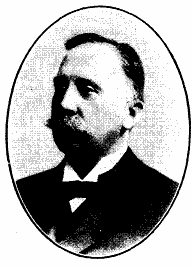
Johan Ramstedt

Johan Olof Ramstedt (* 7. November 1852 in Stockholm; † 15. März 1935 ebenda) war ein schwedischer Politiker und Ministerpräsident.

## Studium und berufliche Laufbahn
Der Sohn eines Kleiderfabrikanten absolvierte von 1869 bis 1873 ein Studium des Verwaltungsrechts an der Universität Uppsala. Anschließend wurde er Hospitant am Svea hovrätt in Stockholm. Dort stieg er 1880 zum Stellvertretenden Fiskal auf, 1882 zum beigeordneten und 1884 zum ordentlichen Richter.
Daneben war er von 1876 bis 1877 Assessor in der Kanzlei der Zweiten Reichstagskammer sowie von 1877 bis 1882 in der Kanzlei der Ersten Kammer. 1892 wechselte er als Justiziar in das Justizministerium, in dem er von 1896 bis 1898 als Direktor ranghöchster Beamter war. 1898 wurde er zum Richter (justitieråd) am Obersten Gericht Schwedens, dem Högsta domstolen, berufen.

## Politische Laufbahn

### Minister und Ministerpräsident 1905
Am 5. Juli 1902 wurde er von Ministerpräsident Erik Gustaf Boström zum Minister ohne Geschäftsbereich berufen. Als solcher war er im Dezember 1904 für fünfzehn Tage amtierender Außenminister.
Nach dem Rücktritt von Boström infolge der Unionskrise zwischen Schweden und Norwegen wurde Ramstedt am 13. April 1905 von Oskar II. zum Ministerpräsidenten berufen. Seine vorrangigste Aufgabe war die Beilegung der Unionskrise. Zusammen mit Kronprinz Gustav entwickelte er einen Plan, der das Ausscheiden Norwegens aus der seit dem Kieler Frieden vom 14. Januar 1814 bestehenden Staatsunion ohne Berücksichtigung der Interessen der Norweger und ihres Parlamentes vorsah. Zu diesem Plan kam es jedoch nicht mehr, da das Storting bereits am 7. Juni 1905 für das Ausscheiden aus der Union mit Schweden stimmte. Der von Ramstedts Regierung daraufhin dem Reichstag unterbreitete Vorschlag, über den Trennungsprozess in Verhandlungen einzutreten, fand keine Mehrheit. Der Geheime Ausschuss unter Vorsitz von Christian Lundeberg, Fraktionschef der Protektionisten, lehnte das Ansinnen der Regierung ab.
Dies führte am 2. August 1905 zum Rücktritt der Regierung Ramstedt, dem ersten geschlossenen Rücktritt einer schwedischen Regierung seit 1809. Ramstedts Nachfolger wurde Lundeberg.

### Spätere Ämter
Lundeberg setzte Ramstedt daraufhin wieder in sein altes Amt als Oberster Richter ein. 1909 wurde er von Ministerpräsident Arvid Lindman zum Richter am neu geschaffenen Obersten Verwaltungsgericht (regeringsrätten) ernannt. 1912 wurde er schließlich von Ministerpräsident Karl Staaff zum Obersten Gouverneur (överståthållare) der Provinz Stockholm berufen. Dieses Amt übte er bis zum Ruhestand 1920 aus.

## Familie
Ramstedt war ab 1878 mit Henrika Charlotta Torén, einer Tochter des Pfarrers und Professors Carl Axel Torén, verheiratet. Eine der Töchter war die Physikerin Eva Ramstedt.

## Ehrungen
Ramstedt wurde mit zahlreichen Orden ausgezeichnet, darunter dem Seraphinenorden (Ritter und Kommandeur, 1920), dem Nordstern-Orden (1904 als Kommandeur mit Großkreuz), dem Dannebrogorden, dem Sankt-Olav-Orden (Ritter 1. Klasse) und der Ehrenlegion (Großoffizier).